# Astrachán bílý

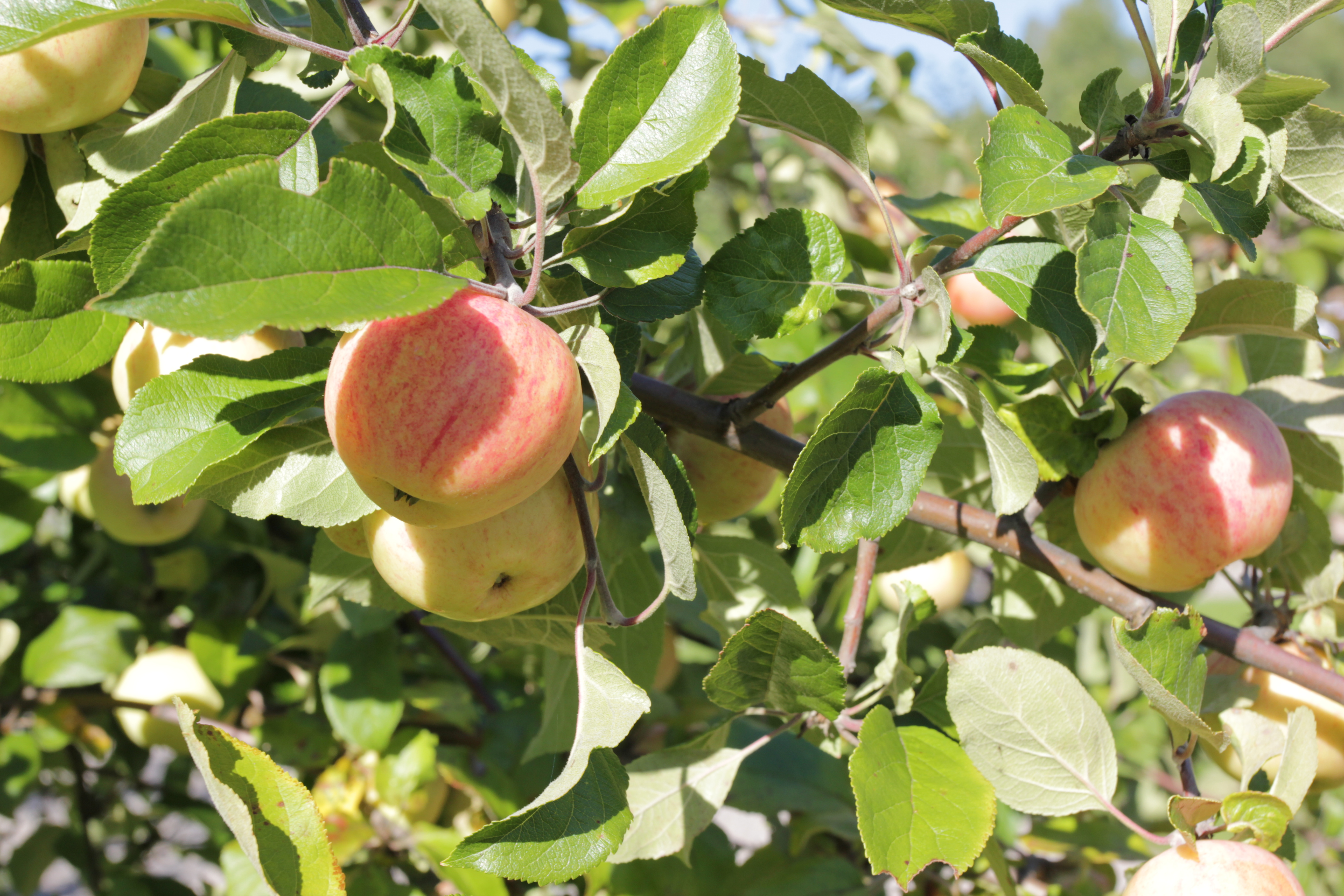

Astrachán bílý (Malus domestica) je ovocný strom, kultivar druhu jabloň domácí z čeledi růžovitých. Plody jsou řazeny mezi odrůdy letních jablek, sklízí se v červenci nebo srpnu, dozrává po sklizni. Několik dní po sklizni moučnatí.

## Historie

### Původ
Byla vyšlechtěna v Rusku.

## Vlastnosti

### Růst
Růst odrůdy je střední.

## Plodnost
Plodí záhy, bohatě, ale střídavě.

## Plod
Plod je ploše kulovitý, střední. Slupka hladká, žlutozelené zbarvení je překryté líčkem ve formě červeného žíhání. Dužnina je bílá s navinulou chutí, dobrá.

## Choroby a škůdci
Odrůda je náchylná k strupovitosti jabloní a padlí.